# Санчо (граф Провансу)
Санчо I (ісп. Sancho I; 1161—1223) — граф Провансу у 1181—1185 роках, граф Руссільйону в 1181—1223 роках.

## Життєпис
Походив з Барселонського дому. Третій син Рамон-Беренгера IV, графа Барселони, та Петроніли, королеви Арагону. Народився 1161 року. 1168 року отримав графство Сердань, яке раніше належала його братові Педро.
1176 року разом з братом Раймон Беренгером III, графом Провансу, виступив проти Ніццької республіки, яку було підкорено та приєднано до Провансу.
1181 року після загибелі Раймон Беренгера III отримує графство Прованс. Того ж року отримує також графство Руссільйон. У 1183 році йому були передані як ф'єф графства Родез, Жеводан і Карла. Уже через кілька місяців Санчо уклав союз з Тулузою, Генуєю і графом Вільгельмом IV де Форкалькье, щоб захопити Марсель. 1184 року Санчо одружився з представницею роду Рокаберті. Невдовзі надав допомогу Генуї у війні проти Пізанської республіки. В 1185 Альфонсо II, король Арагону, прибув до Лангедоку, де був підтверджений мирний договір 1176 року з Раймундом V, графом Тулузи, щодо належності Провансу Барселонському дому. Потім Альфонс змістив брата і призначив намісником Провансу графа Роже Бернара I де Фуа. Того ж року після смерті дружини Санчо одружився вдруге з представницею кастильського аристократичного роду де Лара.
Перебрався до графства Руссільйон. 1196 року стає радником свого небожа — Альфонсо II Беренгера, графа Провансу.
1209 року призначено регентом графства Прованс, отримавши замки Агазі, Бох і Монако. Невдовзі підкорив бунтівне місто Арль. 1212 року призначив сина Нуно Санчеса своїм співграфом. Того ж року брав участь у битві при Навас-де-Толосі, де було завдано нищівної поразки Альмохадам.
1213 року після загибелі Педро II, короля Арагону, в битві біля Мюре проти хрестоносців на чолі із Симоном де Монфором увійшов до Ради Арагону. Був серед підписантів звернення до папи римського Інокентія III стосовно звільнення спадкоємця трону Хайме. 1214 року останнього було повернуто до Барселони. В подальшому Санчо стає головою Ради Арагону, здійснюючи регентство. В свою чергу регентство в Провансі передав синові. Зумів уникнути банкрутства королівства завдяки зваженої податкової політики.
1216 року контроль над фінансами рішенням Папи римського було передано до Вільгельма де Монтродона, магістру ордену тамплієрів в Арагоні і Провансі. Разом з тим Санчо надав притулок в Арагоні поваленому гарфу Тулузькому Раймунду VI. 1217 року сприяв загальному повстанню в Лангедоку проти Симона де Монфора. Проти цього виступив небіж регента — Фердинанд, абат монастиря Монарагон, що був прихильником папства. Останній влаштував повстання в Уесці, Яці та Сарагосі. В свою чергу папа римський Гонорій III погрожував відлученням Санчо за підтримку Раймунда VI Тулузького. 1218 року під тиском знаті Санчо зрікся регентства, отримавши натомість король 15 тис. суельдо з 5 замків в Арагоні та 10 тис. суельдо з Барселони та Вілафранки. Водночас залишився радником короля Хайме I. Помер 1223 року.

## Родина
1. Дружина — Ерменсінда, донька Жоффруа I де Ракобаерті.
Дітей не було.
2. Дружина — Санча, донька графа Нуно Переса де Лара.
Діти:
- Нуно (1185—1242), граф Руссільйону